# Finale Copa del Rey 1990
De finale van de Copa del Rey van het seizoen 1989/90 werd gehouden op 5 april 1990 in het Estadio Mestalla in Valencia. FC Barcelona nam het op tegen aartsrivaal Real Madrid. De Catalanen onder leiding van trainer Johan Cruijff wonnen met 2-0. Ronald Koeman speelde de volledige finale in dienst van Barcelona. Het was de 22e bekerzege voor de Catalaanse club.

## Achtergrond
Real Madrid had net voor de vijfde keer op rij de landstitel veroverd. Een bekerzege was dan ook vooral voor FC Barcelona noodzakelijk. Trainer Johan Cruijff en diens assistent Carles Rexach stonden immers op het punt ontslagen te worden. De deugddoende zege tegen de aartsrivalen uit Madrid leverde Barcelona niet alleen de beker op, het zorgde er ook voor dat Cruijff en Rexach met vertrouwen aan het volgende seizoen konden beginnen. De beker was symbolisch voor de sportieve machtsverschuiving van Madrid naar Barcelona en legde de basis voor het latere Dream Team. Na de bekerwinst van 1990 werd Barcelona vier keer op rij landskampioen.

## Wedstrijd
|                        |                      |       |             |                                                                                              |
| 5 april 1990 20:00 MET | FC Barcelona         | 2 – 0 | Real Madrid | Estadio Mestalla, Valencia Toeschouwers: 44.240 Scheidsrechter: Raúl García de Loza (Spanje) |
| 5 april 1990 20:00 MET | Amor 68' Salinas 90' |       |             | Estadio Mestalla, Valencia Toeschouwers: 44.240 Scheidsrechter: Raúl García de Loza (Spanje) |

| Barcelona | Real Madrid |

| FC Barcelona:  |    |                     |        |
|                |    |                     |        |
| GK             | 1  | Andoni Zubizarreta  |        |
| CB             | 2  | Aloísio             | 23'    |
| CB             | 3  | José Ramon Alexanko | 88'    |
| CB             | 4  | Ronald Koeman       | 61'    |
| RM             | 8  | Eusebio             |        |
| CM             | 5  | Guillermo Amor      | 6' 70' |
| CM             | 10 | Roberto             |        |
| LM             | 11 | Txiki Begiristain   |        |
| AM             | 6  | José Mari Bakero    |        |
| CF             | 7  | Julio Salinas       | 51'    |
| CF             | 9  | Michael Laudrup     |        |
| Wisselspelers: |    |                     |        |
| DF             | 12 | Ricardo Serna       | 23'    |
| MF             | 15 | Miquel Soler        | 70'    |
| Coach:         |    |                     |        |
| Johan Cruijff  |    |                     |        |

| Real Madrid:   |    |                       |         |
|                |    |                       |         |
| GK             | 1  | Francisco Buyo        |         |
| RWB            | 2  | Chendo                |         |
| CB             | 4  | Fernando Hierro       | 21' 45' |
| CB             | 5  | Manuel Sanchís        |         |
| CB             | 6  | Oscar Ruggeri         |         |
| LWB            | 3  | Rafael Gordillo       |         |
| CM             | 8  | Míchel                | 3' 75'  |
| CM             | 11 | Bernd Schuster        |         |
| CM             | 10 | Rafael Martín Vázquez |         |
| CF             | 7  | Emilio Butragueño     | 63'     |
| CF             | 9  | Hugo Sánchez          |         |
| Wisselspelers: |    |                       |         |
| DF             | 12 | Julio Llorente        | 63'     |
| MF             | 14 | Adolofo Aldana        | 75'     |
| Coach:         |    |                       |         |
| John Toshack   |    |                       |         |